# Mötet i Örebro 1602
Mötet i Örebro 1602  hölls i Örebro i januari 1602.
Mötet hölls utan Hertig Karl som befann sig i Baltikum. Ämnet för ständermötet var främst frågan hur man skulle ställa sig till en inbjudan till ett gränsmöte från kung Kristian IV av Danmark. Frågan löstes på ett enkelt sätt då ett brev till ständermötet från Hertig Karl anlände. I detta brev meddelade han att han beslutat att skicka sändebud till gränsmötet. Ständerna enades om att skicka en skrivelse till Kristian IV, i vilken man meddelade att man stod bakom Karls beslut.